# U-FLY Alliance
U-FLY Alliance est la première alliance mondiale de compagnies aériennes low-cost. Elle voit le jour en janvier 2016 grâce aux membres fondateurs HK Express, Lucky Air, Urumqi Air et West Air . Les quatre compagnies aériennes fondatrices sont affiliées au groupe HNA, avec un réseau accentué sur Hong Kong, la Chine continentale et l'Asie du Sud-Est, mais elles recherchent actuellement de nouveaux membres non affiliés à HNA Group. Eastar Jet, une compagnie low-cost sud-coréenne, a rejoint l'alliance le 27 juillet 2016 en tant que cinquième membre.
L'alliance est formée dans le but d'aider les compagnies aériennes régionales chinoises à se développer, l'idée d'une fusion de celles-ci étant difficile en raison de la législation changeante d'une province à l'autre. U-FLY Alliance est présentée le 18 janvier 2016 lors d'une conférence de presse à Hong Kong. Les membres fondateurs font tous partie de HNA Group, un conglomérat chinois. Cependant, l'alliance n'a aucune affiliation extérieure avec le groupe et elle est ouverte aux compagnies aériennes extérieures.
En 2017, la capacité du partenaire U-Fly Alliance comprenait plus de 44 millions de sièges, dans 18 pays, 149 aéroports et 339 paires de villes desservis. Plus de 129 appareils sont actuellement en service. D'ici 2020, les membres de l'alliance espèrent disposer d'une flotte de plus de 218 avions. Des 218 avions, Lucky Air espère passer à 60, West Air à 60, HK Express à 50 et Urumqi Air à 48.

## Compagnies aériennes membres
En novembre 2019, l'alliance U-FLY Alliance comprenait les membres suivants :
| Compagnie aérienne membre | Entrée          | Remarques |
| ------------------------- | --------------- | --- |
| Eastar Jet                | 27 juillet 2016 | |
| HK Express                | 18 janvier 2016 | En train de quitter l'alliance en raison de la prise de contrôle par Cathay Pacific,, membre de l'alliance Oneworld |
| Lucky Air                 | 18 janvier 2016 | |
| Urumqi Air                | 18 janvier 2016 | |
| West Air                  | 18 janvier 2016 | |

Membres de l'alliance
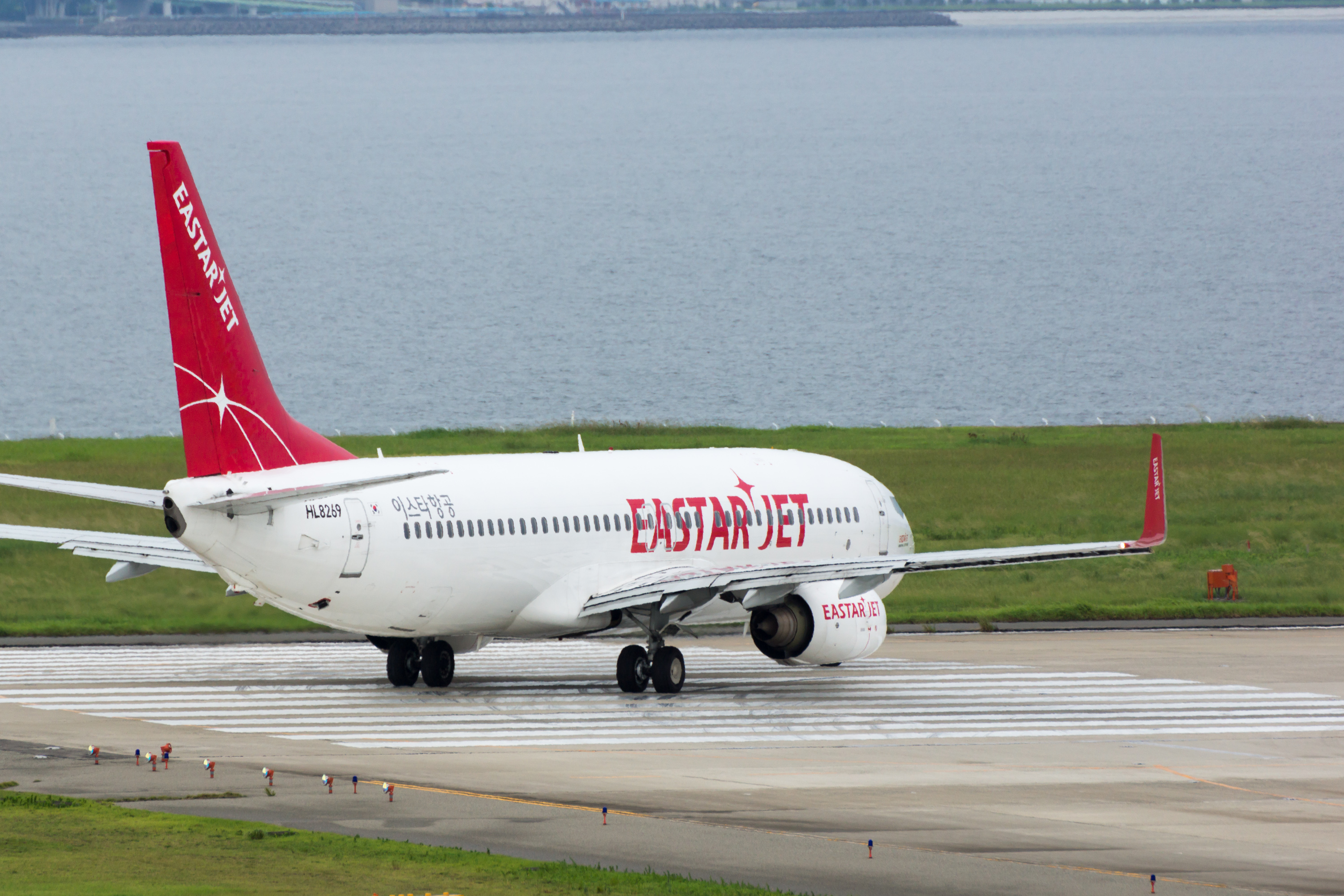
Eastar Jet
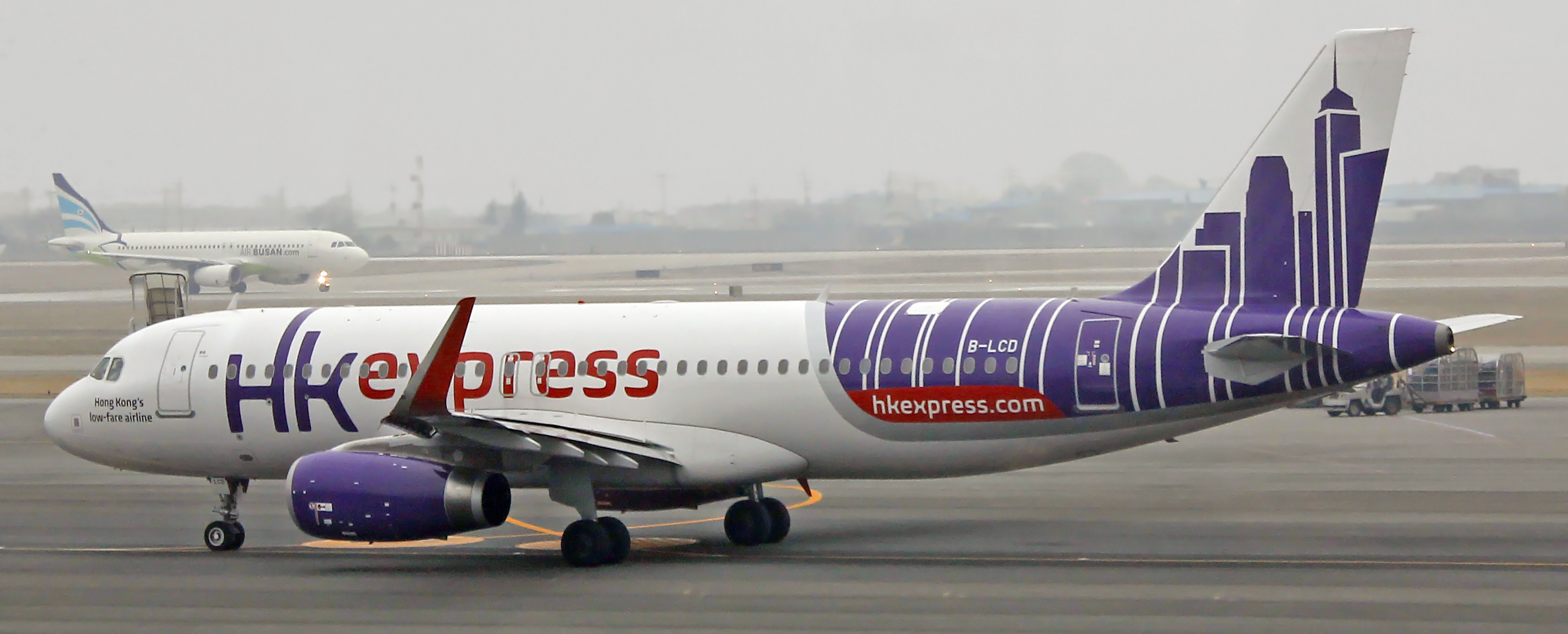
HK Express
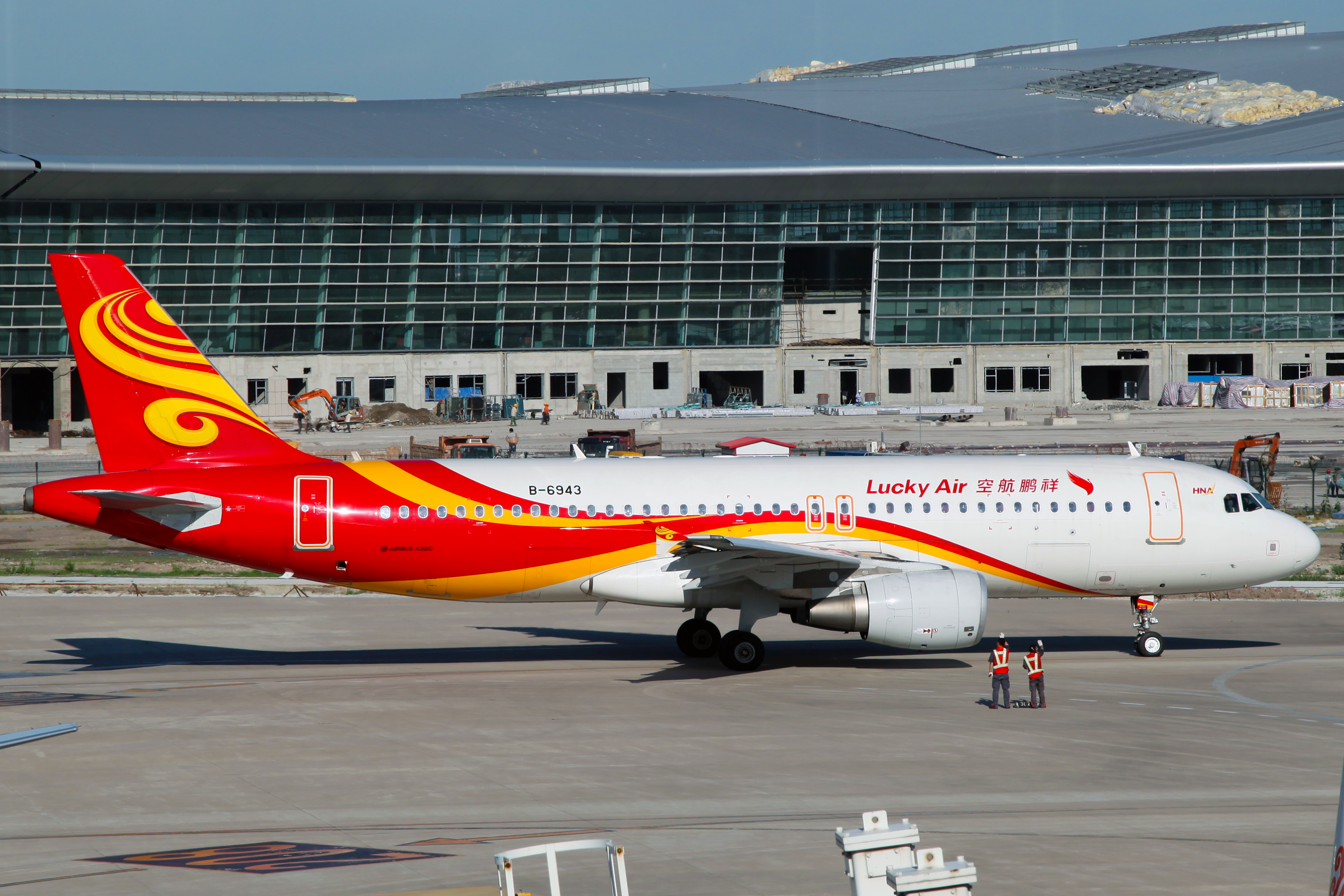
Lucky Air
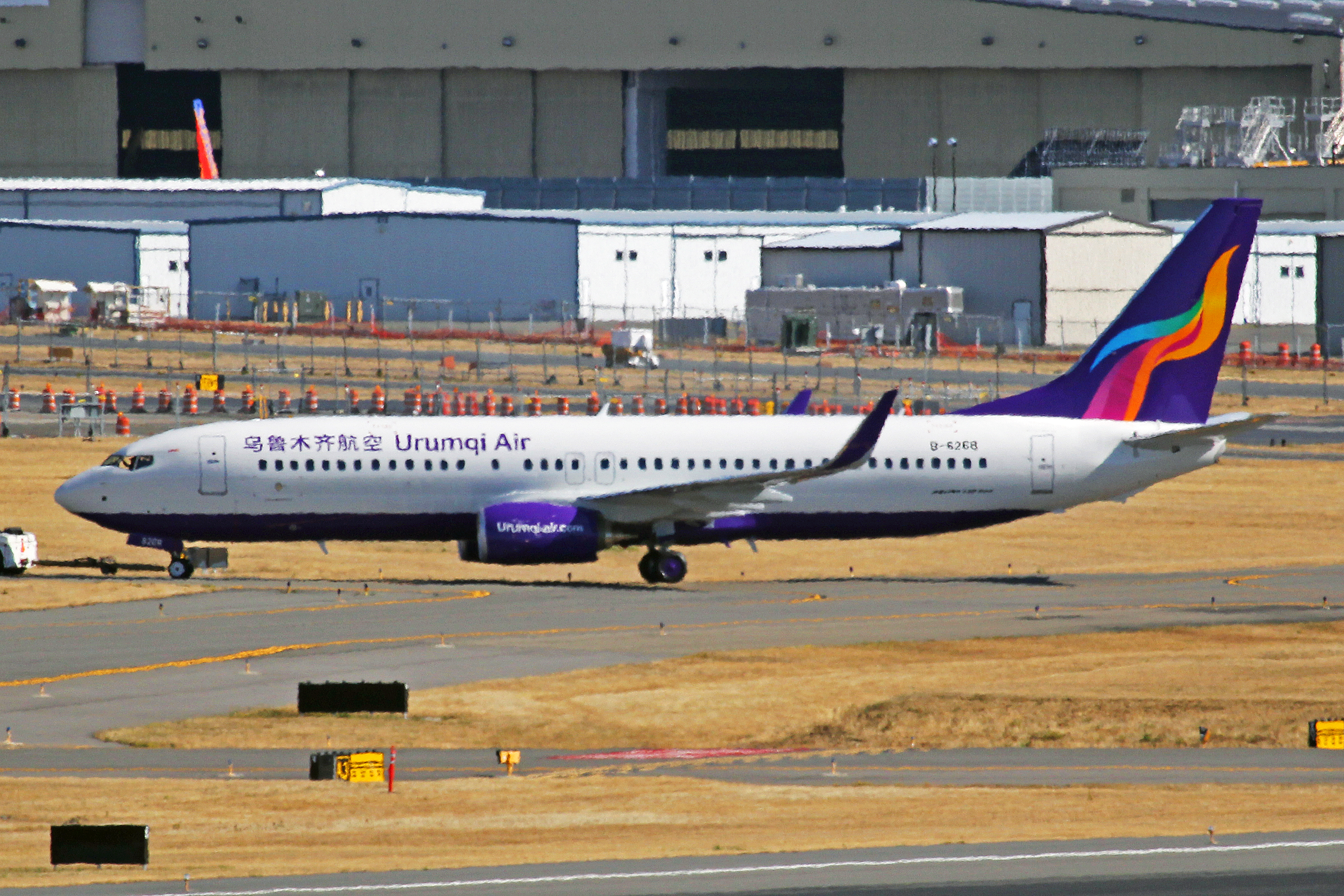
Urumqi Air
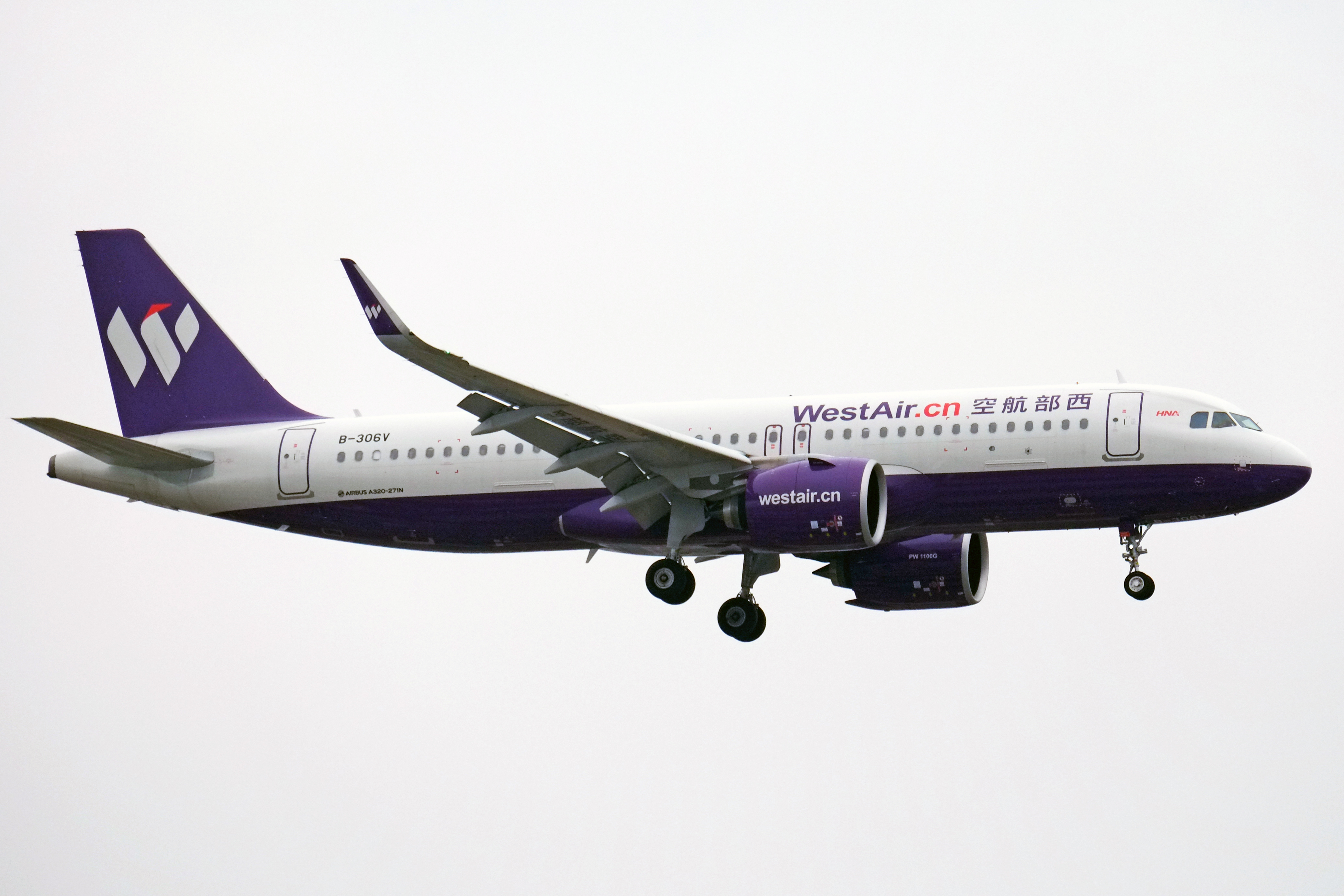
West Air